# El sopar dels idiotes (obra de teatre)
El sopar dels idiotes (en francès Le Dîner de cons) és una obra de teatre del dramaturg francès Francis Veber, estrenada el 1993. Ha estat traduïda al català per Joan Ramon Borràs i editada per Bromera.

## Argument
Pierre Brochant, un editor parisenc, celebra cada dimecres amb els seus amics, tots ells importants homes de negocis de París, la qual cosa ells diuen «el sopar dels idiotes», una trobada en el qual cadascun dels assistents ha d'anar acompanyat d'un personatge estrany o esperpèntic, del qual tots puguin riure's. Aquell que hagi presentat al convidat més idiota del sopar rep el reconeixement dels seus companys al final de la vetllada.
Amb l'ajuda d'un «observador d'idiotes», Brochant troba al seu convidat perfecte, François Pignon, un empleat del Ministeri d'Hisenda que el seu hobby és construir maquetes d'edificis famosos amb llumins. La tarda abans del sopar, Brochant sofreix un atac de lumbàlgia, i la seva esposa, Christine, marxa de casa abans que Pignon arribi. Al no trobar-se en condicions d'acudir al sopar, Brochant demana a Pignon que marxi, però acaba necessitant la seva ajuda a causa del seu dolor d'esquena. Brochant rep una trucada telefònica de Christine en la qual li comunica que ha decidit abandonar-lo, i sol·licita l'ajuda de Pignon perquè faci una sèrie de crides per a intentar esbrinar on trobar a la seva dona. Però l'única cosa que fa Pignon és ficar la pota una vegada i una altra, arribant a fer que Christine descobreixi que Brochant té una amant, Marlène Sasseur.
Brochant demana ajuda també a un antic amic, Juste Leblanc, antic promès de Christine, qui ha anat a veure a Pascal Meneaux, un conegut seductor. Brochant no sap com localitzar Meneaux, i Pignon intenta ajudar-lo portant a un amic seu, Lucien Cheval, un funcionari públic que té totes les dades de Meneaux als seus arxius. Cheval arriba, però resulta ser un inspector fiscal que està investigant Meneaux, la qual cosa suposa un disgust més per a l'acabalat Brochant, que ha estat evadint impostos, i es veu forçat a amagar tots els seus objectes de valor. Quan Pignon crida Meneaux per telèfon, Cheval fa un desagradable descobriment sobre la seva pròpia esposa i marxa ràpidament amenaçant amb sotmetre Meneaux a una severa inspecció i a Brochant també.
Finalment, Pignon descobreix la veritat sobre el sopar al qual Brochant li ha convidat, i se sent dolgut però, tan benintencionat com sempre, intenta arreglar les coses cridant Christine, que es troba a l'hospital després de sofrir un accident de cotxe en anar-se de casa per segona vegada, quan Pignon la va tirar en confondre-la amb l'amant de Brochant. Per una vegada, Pignon no comet cap error en la conversa, parlant de manera sincera i emotiva de la fi del seu propi matrimoni, i aconseguint convèncer a Christine que la idea de cridar-la ha estat seva i no de Brochant.
No obstant això, després de convèncer Chrsitine que torni a casa, Pignon torna a ficar la pota en agafar el telèfon quan ella crida per a parlar amb el seu marit, després d'haver-li dit que la cridava des d'una cabina, i fent-li creure que només estava repetint el que Brochant li indicava, com havia fet en les crides anteriors.

## Representacions destacades
- Théâtre des Variétés, París, 18 de setembre de 1993. Estrena mundial.[2]
- Direcció: Pierre Mondy.
- Intèrprets: Jacques Villeret, Claude Brasseur, Michel Robbe, Cécile Pallas.
- Teatro Infanta Isabel, Madrid, 2001.[3]
- Direcció: Paco Mir.
- Intèrprets: Pepón Nieto, Luis Tosar, Fermín Herrero, Fernando Huesca.
- Teatre de la Porte Saint-Martin, París, 2007.
- Adreça: Francis Veber.
- Intèrprets: Dany Boon, Arthur, Stéphane Bierry.
- Teatro Infanta Isabel, Madrid, 2010.[4][5]
- Direcció': Juan José Alfonso.
- Intèrprets: Josema Yuste (posteriorment substituït per Edu Soto), Félix Álvarez, Agustín Jiménez (posteriorment substituït per David Fernández).
- Teatre Apolo, Barcelona, 2011, versió en català
- Direcció: Juan José Alfonso
- Intèrprets: Edu Soto, Santi Ibáñez i David Fernández.[6]

## Versions cinematogràfiques
El 1998 el mateix autor va adaptar i va dirigir una versió cinematogràfica, protagonitzada per Jacques Villeret i Thierry Lhermitte. El 2010 es va estrenar un remake estatunidenc, Dinner for Schmucks, dirigit per Jay Roach i protagonitzat per Steve Carell i Paul Rudd.